# سینما عمیق
سینما عمیق یک سینما در شهر بجنورد، ایران و اولین سینمای غیردولتی در استان خراسان شمالی است.
این سینما در سال ۱۳۹۶ با یک سالن با ظرفیت ۹۰ نفر و یک سالن وی‌آی‌پی ۱۶ نفره در یک مجموعه فرهنگی هنری خصوصی توسط سرمایه‌گذاری فرهاد عمیق تأسیس شده‌است.